# Brad Friedel
Bradley "Brad" Howard Friedel (född 18 maj 1971 i Lakewood, Ohio) är en amerikansk före detta professionell fotbollsmålvakt. Han spelade 82 matcher för USA:s landslag mellan 1992 och 2005, och representerade sitt land vid tre världsmästerskap.
Den 14 maj 2015 meddelade Friedel att han avslutade sin karriär efter säsongen 2014/15.

## Tidig karriär och college
Brad Friedel föddes i Lakewood, Ohio men växte upp i Bay Village. Under sin uppväxt spelade han flera sporter, inklusive fotboll, basket och tennis och var framstående i alla tre. Han mottog i Bay High School ett pris som Årets mest enastående idrottare (eng. Outstanding Athlete of the Year award). Friedel blev uttagen som en All star-basketspelare i Ohio, han var inbjuden att prova på en sommarturné för UCLA Bruins:s basketlag 1990, men avböjde detta. Han började som forward i fotbollslaget innan han bestämde sig för att bli målvakt. Friedel tog examen från Bay High år 1989.
Friedel studerade vid UCLA där han var medlem i herrarnas fotbollslag. Under sina tre säsonger vid UCLA (1990-1992), etablerade han sig som en av de största målvakterna i College-ligan. 1990 vann han med UCLA NCAA-mästerskapet i fotboll då man besegrade Rutgers University (från New Jersey) efter straffar. Han röstades fram som bästa målvakt i collegeligan både 1991 och 1992 och vann Hermann Trophy 1992 som bäste fotbollsspelaren i college. SoccerAmerica listade Friedel som bäste målvakt i århundradets collegelag.

## Professionell karriär

### Nekad arbetstillstånd
Friedel lämnade UCLA tidigt för att bedriva en professionell karriär. Han började med att pröva att skriva ett kontrakt med Nottingham Forest FC, men nekades ett brittiskt arbetstillstånd, det första i ett flertal misslyckade försök att flytta till England. Istället undertecknade Friedel ett kontrakt med USA:s fotbollsförbund (USSF) för att enbart spela med det amerikanska landslaget som förberedde sig för hemma-VM 1994. Efter turneringen började Friedel söka efter en professionell klubb.
Newcastles manager Kevin Keegan erbjöd Friedel ett kontakt som han skrev på, men blev återigen nekad arbetstillstånd. I väntan på ett godkännande från de brittiska myndigheterna, tränade han med Newcastle, som utlånad från det amerikanska fotbollsförbundet. När arbetstillstånd inte godkändes, förhandlade Friedel fram ett lån från USSF till danska Superligaklubben Brøndby IF. Han spelade för klubben i flera månader, först som reserv till Mogens Krogh, och sedan som startspelare när Krogh uttryckt sitt intresse för att lämna klubben. Friedel stannade i Brøndby tills sommaren då han återvände till USA för att delta i landslagets förberedningar för USA-cupen och Copa America 1995.
Efter de två turneringarna, försökte Friedel en tredje gång med att gå till en engelsk klubb, denna gång till Sunderland. Men när Friedel ännu en gång misslyckats att få ett brittiskt arbetstillstånd, förhandlade hans agent en transfer på 1,1 miljoner dollar från USSF till det ledande turkiska laget Galatasaray SK 1995. I Galatasaray tränades Friedel av Graeme Souness som han senare skulle stöta på igen. I Galatasaray vann han turkiska cupen efter finalseger över Fenerbahce. I juli 1996, efter den turkiska säsongens slut, flyttade Friedel till Columbus Crew i MLS. När han anlände i mitten av säsongen figurerade inledningsvis Friedel som reserv till förstemålvakten Bo Oshoniyi, men i slutet av säsongen hade han spelat nio matcher med ett snitt på 0,78 insläppta mål per match och i februari 1997 undertecknade han ett treårskontrakt med besättningen som förstemålvakt. Denna säsong valdes han till MLS all star-lag och utsågs till ligans bäste målvakt.

### Liverpool
Liverpool FC beslutade att köpa ut Friedel från hans kontrakt från Clumbus Crew för 1,7 miljoner dollar under 1997 efter att ha blivit imponerad av hans framträdanden. Den 23 december 1997 fick Liverpool till ett arbetstillstånd för Friedel som överklagande efter att den första ansökan avslagits. Han gjorde sin debut mot Aston Villa den 28 februari 1998. Även om Friedel hade några inledande framgångar med Reds kom han snart att få en svår tid i storklubben, med drygt 30 framträdanden i nästan tre års tid, varav 2 framträdanden i UEFA-cupen, som reserv bakom förstavalet Sander Westerveld.

### Blackburn
Friedel gick över som bosman i november 2000 till Blackburn Rovers efter att ett arbetstillstånd säkrades. Blackburn, med Graeme Souness som tränare huserade i The Championship. Han kom att spela oerhört konsekvent för Rovers ända sedan han anslöt till Blackburns vinnande säsong 2000/2001 tills han lämnade klubben 2008. Hans prestationer bidrog till Blackburns återkomst till Premier League som man så sent som 1995 hade vunnit.
Återkomsten till Premier League blev en succé för Blackburn och inte minst för Friedel som gjorde flera minnesvärda framträdanden i målet för Blackburn, det omfattade segern mot Tottenham Hotspur i ligacupfinalen 2002 där han blev vald till matchens bäste spelare efter en rad otroliga räddningar, en 2-1-vinst över Arsenal på Highbury i slutet av 2002 då han gjorde flera enorma räddningar och en toppinsats mot Fulham med flera räddningar och en straffräddning.
I slutet av säsongen 2002-2003 valdes Friedel till årets lag i Premier League (Premiership Starting XI). Det var även Blackburns bästa säsong sedan återkomsten då man slutade sexa. Friedel höll 15 nollor (Clean Sheet) den säsongen, och blev även utsedd till årets spelare i Blackburn. Den 21 februari 2004, i en bortamatch mot Charlton Athletic, gjorde Friedel mål från öppet spel i den 90:e minuten. Friedels mål betydde kvittering till 2-2, men sekunder senare gjorde Claus Jensen mål och Charlton vann matchen med 3-2. Han blev därmed den andra målvakten i Premier Leagues historia att göra mål efter Peter Schmeichel som gjorde det i Aston Villa 2001.
I Blackburn Rovers bortamatch mot Sheffield United den 9 september 2006 räddade Friedel två straffsparkar och motade en rad skott och matchen slutade 0–0, Friedel valdes till matchens bäste spelare. De enda matcher han missat de senaste fem åren hade varit för skador och när han var tvungen att samlas med det amerikanska laget till 2002 års fotbolls-VM (Rovers hade redan undvikit nedflyttning).
Friedel förlängde sitt kontrakt med Blackburn Rovers den 14 april 2006 och uppgav sin kärlek till klubben som ett skäl. Två år senare, den 5 februari 2008, undertecknade han återigen en förlängning av sitt avtal som anger att "Det gläder mig att ha förlängt avtal. Det var inte ett svårt beslut att fatta. Blackburn Rovers är hem för mig. Det här är min klubb och jag har en speciell samhörighet med den."

### Aston Villa
Friedel bad Blackburn Rovers om tillstånd att låta honom tala med Aston Villa om ett anbud skulle godtas, med Manchester City som också jagade Friedel. Klubben accepterade ett bud för Friedel, som tros legat på runt 2,5 miljoner pund, under förutsättning att klubben själva hade ett bud som accepterats för en ny målvakt.
Aston Villa höll förhandlingar med Brad Friedel den 25 juli. Friedel tecknade ett 3-årskontrakt med Aston Villa dagen efter. Friedel presenterades under halvtid i Aston Villas Intertoto Cup-match mot Odense. 
Han gjorde sin debut mot Reading den 2 augusti på Madejski Stadion. Efter bara 10 minuter fick Reading en straff som Friedel räddade. Hans tävlingsdebut debut kom i UEFA-cupens andra kvalomgång, mot Hafnarfjordur. Villa vann matchen 4-1. Friedel spelade sin första Premiershipmatch för Aston Villa den 17 augusti 2008, den första premiershipmatchen för Aston Villa under säsongen 2008-09, där Villa slog Manchester City 4-2 hemma.
Brad bröt rekordet för flest antal matcher spelade i rad (167) mot Fulham FC den 30 november 2008. Under en match mot Liverpool FC den 22 mars 2009 visades han ut och blev automatiskt avstängd i följande match. Han överklagade domen hos fotbollsförbundet och fick rätt. Han kunde därmed spela nästa match och fortsätta rekordet.
Brad är den äldsta spelaren i Aston Villa som spelat en match. Detta rekord erhöll han i matchen mot Manchester United den 1 februari 2011. Han slog Ernest Callaghans tidigare rekord på 39 år och 257 dagar med 2 dagars marginal.

### Tottenham
Den 3 juni 2011 värvades Friedel av Tottenham Hotspur på free transfer och skrev på ett tvåårskontrakt med klubben. Hans agent Tony McGill medgav att det var ett svårt beslut att lämna Aston Villa.

## Internationell karriär
Friedel är den tredje mest landslagsspelande målvakten i det amerikanska landslagets historia efter Kasey Keller och Tony Meola. Friedels första internationella framträdande skedde mot Kanada år 1992, där han lyckades hålla nollan. Han var första valet för USA i olympiska spelen 1992 i Barcelona, men han kunde inte utmana Tony Meola som förstaval för det amerikanska laget i 1994 års VM. Men hans chans kom och Friedel gjorde sin VM-debut i 1998 års VM där han släppte in ett mål i förlusten mot Jugoslavien.
Han levde upp till sitt växande rykte om sitt utmärkta målvaktsspel under VM i Japan/Sydkorea 2002. Det VM:et ses av många fans som USA:s bästa med en överraskande kvartsfinalplats och ett mycket bra offensivt spel. Turneringen som omfattade en 3-2-seger över Portugal i gruppspelet och en 2-0-seger över rivalerna Mexiko innan en förlust mot Tyskland (den slutliga tvåan i detta VM). USA hade många chanser men Oliver Kahn var omutlig i det tyska målet den kvällen. Brad Friedel svarade för sina bästa internationella framgångar med massor av räddningar, med en så säker målvakt kunde USA spela ett så konstruerat anfallsspel som tog dem långt i turneringen. Han blev också den första målvakten att rädda två straffsparkar under ordinarie matchtid i ett VM-slutspel sedan 1974. Han kallades "The Human Wall" av fansen under det spektakulära VM:et.
Friedel aviserade sin pensionering från internationellt spel den 7 februari 2005. Strax därefter skrev han ett nytt kontrakt för att avsluta sin Premier League-karriär med Blackburn (detta är nu inte fallet eftersom han senare skrev på för Aston Villa). Han är började också 2006 satsa på hans drömprojekt Premier Soccer Academies, ett $ 10 000 000-projekt för att emulera spelarutvecklings-anläggningar från hela världen, men beläget i USA. Det är uppdrag för Premier Soccer-akademierna som vill förse idrottare med coachning i världsklass och anläggningar oavsett deras socioekonomiska bakgrund. Det kommer att vara beläget i Lorain, Ohio.

## Privatliv
Han är gift med Tracy och har två döttrar.
Friedel som är uppvuxen i mellersta Ohio, har flera års spelande i England medfört att Friedel utvecklat ett lätt engelskt uttal som fansen ofta skämtat med honom om. "Engelsmännen tror inte att jag har en accent alls. De tycker att jag låter amerikansk. Och amerikaner tror att jag låter engelsk. Jag tror att jag är fast i mitten."
Friedel är en beundrare av Cleveland Browns, ett amerikanskt fotbollslag som Aston Villas ordförande Randy Lerner också äger.
Han har också nämnts av den tidigare amerikanske landslagsmålvakten Tim Harris som sin hjälte. Friedel har betecknat Harris som "den person som startade min resa".
Friedel nämns i Half Man Half Biscuit-låten I Went to a Wedding... från deras EP Saucy Haulage Ballads från år 2003.

## Meriter
- Galatasaray

Turkiska cupen: 1996
- Blackburn Rovers

Ligacupen: 2002
Årets spelare i Blackburn Rovers: 2002-03
- Internationellt

Bronsmedalj i 1999 års FIFA Confederations cup med USA
- Individuellt

Årets lag i premier League: 2002-03 
Barclays Merit utmärkelse: 2008-09 (Mest följande Premier League framträdanden - 176 (den 27 januari 2009)) 
U. S. Soccer Athlete of the Year - 2002 
Årets målvakt i MLS - 1997
- UCLA

NCAA-mästare: 1990 
First Team All American: 1991, 1992 (bästa målvakt i universitetsligan) 
Hermann Trophy: 1992 (årets spelare i universitetsligan)